# Aniela Majde-Kaczmarow
Aniela Majde-Kaczmarow (ur. 27 stycznia 1942 w Gołotczyźnie) – polska koszykarka, brązowa medalistka mistrzostw Europy (1968), czterokrotna mistrzyni Polski z ŁKS Łódź.

## Życiorys
Jej rodzice byli nauczycielami w szkole rolniczej. Ojciec zginął w czasie II wojny światowej, rozstrzelany przez Niemców. Miała czworo rodzeństwa, jej bratem był Andrzej Majde.
Karierę rozpoczęła w Spójni Gdańsk, następnie była zawodniczką Polonii Warszawa i po rocznej karencji, od sezonu 1962/1963 AZS-AWF Warszawa. Od 1966 występowała w ŁKS Łódź. Z łódzkim klubem zdobyła czterokrotnie mistrzostwo Polski (1967, 1872, 1973, 1974), wicemistrzostwo Polski w 1968 i brązowy medal mistrzostw Polski w 1969.
W reprezentacji Polski wystąpiła 93 razy, w tym na mistrzostwach Europy w 1964 (5 m.), 1966 (8 m.) i 1968 (3 m.). 
Jej mężem był koszykarz ŁKS Andrzej Kaczmarow (1938-2014), razem z nim w 1973 wyjechała do Francji i zamieszkała w Amiens. Tam występowała jako grająca trenerka miejscowej drużyny do 1980 (na szczeblu II ligi). Następnie zajmowała się szkoleniem młodzieży.